# Lista postaci ze świata Kubusia Puchatka
Oto lista postaci występujących w książkach autorstwa A.A. Milne’a o Kubusiu Puchatku, a także ich kontynuacjach oraz Disneyowskich adaptacjach.

## Główne postacie z książek A.A. Milne’a

### Kubuś Puchatek / Fredzia Phi-Phi[1]

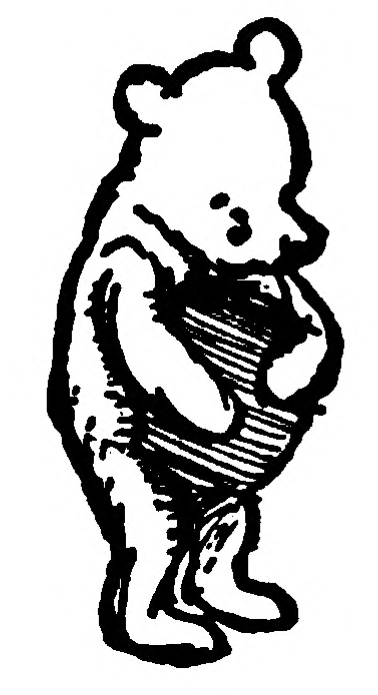

Miły, sympatyczny, uroczy, głupiutki, poczciwy, niezdarny i naiwny, pluszowy Miś o Bardzo Małym Rozumku. Jego najlepszym przyjacielem i mentorem jest Krzyś, do którego ma bezgraniczne zaufanie. Jego drugim najlepszym przyjacielem jest Prosiaczek, z którym uwielbia spędzać czas. Lubi spacerować po lesie, wymyślając i układając krótkie piosenki i wierszyki, które nazywa „mruczankami”. Lubi dumać i rozmyślać w swoim Kąciku Zadumy. Puchatek mieszka w swojej chatce, nad której drzwiami jest napisane nazwisko Pan Woreczko. Zawsze rano ćwiczy przed lustrem, aby schudnąć, a o jedenastej je swoje Małe Conieco, które składa się głównie z miodu – jego ulubionego przysmaku, ale lubi również marmoladę. Nie potrafi czytać, jego pisownia jest „koślawa”, często przekręca wyrazy i nie rozumie „inteligentych słów” używanych przez Sowę i Królika. Mimo to Puchatek często wpada na dobre pomysły i potrafi kierować się zdrowym rozsądkiem, co nie raz udowodnił. Jest też bohaterski i odważny. Krzyś przypisuje mu wszystkie zasługi. Jego ulubioną grą są misie-patysie, którą sam wymyślił, początkowo wrzucając do rzeki szyszki.
W adaptacjach Disneya nosi swój krótki czerwony T-shirt, spod którego wychodzi burczący brzuszek. Jest zawsze wesoły i optymistyczny. Wciąż jest głodny. Najbardziej na świecie kocha jeść miód. Często odwiedza Królika, by go trochę od niego pożyczyć, a w ostateczności wdrapuje się na drzewa, próbując odebrać go pszczołom. Gdy myśli, puka się w głowę mówiąc Myśl, myśl, myśl. Kubuś przeżył z przyjaciółmi wiele rozmaitych przygód, z których wiele wyniósł.

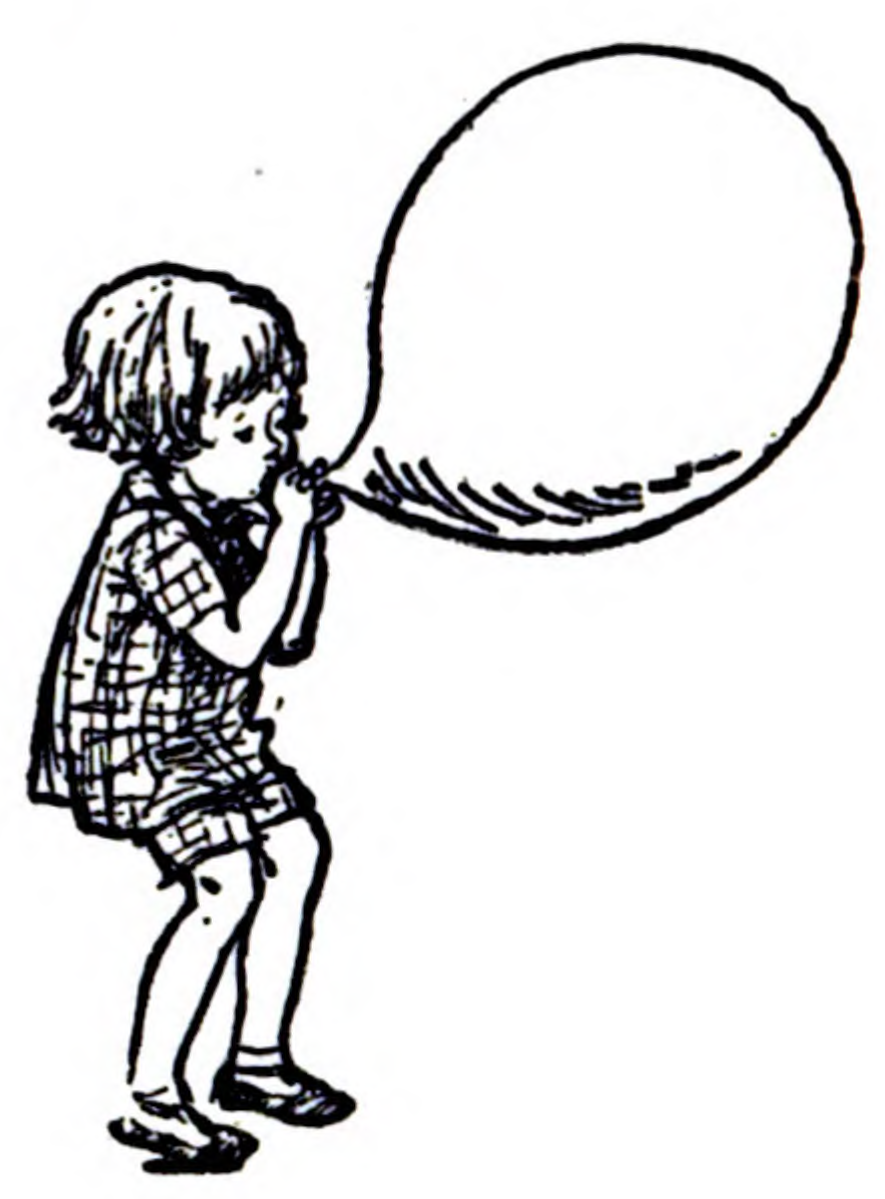

### Krzyś / Krzysztof Robin
Postać wzorowana na Christopherze Robinie Milne – synu autora. Około 6-letni chłopiec, właściciel zwierząt i jedyny człowiek w Stumilowym Lesie. Jego drugie imię to Stefan. Uwielbia spędzać beztrosko czas z przyjaciółmi, a najbardziej z Puchatkiem. Jest inteligentny, pomocny, odważny i zawsze zachowuje zdrowy rozsądek, dlatego jest wzorem dla mieszkańców Lasu, którzy go bardzo szanują, zawsze mu ufają i na nim polegają. Lubi chodzić na wyprawy, chodzić po drzewach i „nic nie robić”. Mieszka w swoim leśnym domku w drzewie z zielonymi drzwiami na najwyższym szycie w lesie. W ostatnim rozdziale Chatki Puchatka Krzyś musi zacząć naukę, więc żegna się z przyjaciółmi i ich zostawia. Krzyś powraca latem w kontynuacjach książki – Powrót do Stumilowego Lasu i Nowe przygody Kubusia Puchatka.
Adaptacje Disneya rozwijają jego postać. Tu Krzyś chodzi już do szkoły, ale nadal bawi się ze swoimi przyjaciółmi i regularnie odwiedza Stumilowy Las. W serialu Nowe przygody Kubusia Puchatka jest przestawiony jako typowe amerykańskie dziecko (w oryginale mówi z amerykańskim akcentem), mieszkające wraz z mamą w mieście. W serialu Moi przyjaciele – Tygrys i Kubuś jest już starszy i chodzi na studia, więc zastępuje go jego młodsza przyjaciółka – Tośka. W filmie Krzysiu, gdzie jesteś? wyjeżdża do szkoły z internatem. Doświadcza wielu tragedii, umiera jego ojciec. Służy w armii brytyjskiej podczas II wojny światowej. Ma żonę Evelyn i córeczkę Madeline. Krzysztof Robin pracuje w firmie produkującej bagaże, która ledwo wiąże koniec z końcem. Niestety, z powodu wymagającej pracy, nie ma czasu dla rodziny, zapomina jak to jest być dzieckiem.

### Prosiaczek

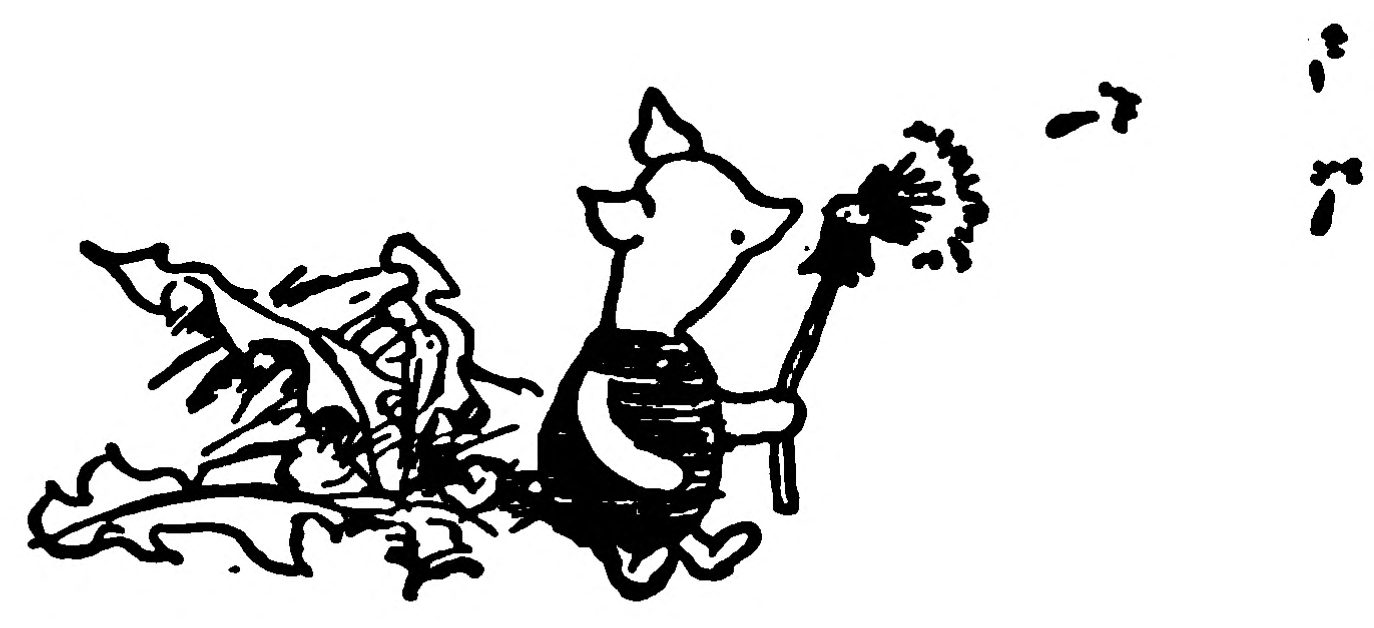

Mała pluszowa świnka i Bardzo Małe Zwierzątko. Jego najlepszym przyjacielem jest Puchatek. Jest nieśmiały i wszystkiego się boi, a szczególnie Ho-honi, choć nigdy żadnego nie widział. Mówi piskliwym głosem. Jest pomocnym i oddanym przyjacielem. Jego przysmakiem są żołędzie. Krzyś nazwał go raz Tomaszkiem Nieboraczkiem, gdy nie rozpoznał go po tym, jak został dokładnie umyty przez Kangurzycę. Pierwotnie mieszkał w buku, przy którym stoi tabliczka z napisem „WSTĘP BRON”. Prosiaczek twierdzi, że jest to skrót od imienia jego dziadka – Wstępa Bronisława, który polował na łasice. Później Prosiaczek oddaje swój dom Sowie i przeprowadza się do Puchatka.
W adaptacjach Disneya Prosiaczek ma niską samoocenę oraz ma dużo problemów związanych ze swoimi lękami i swoim wzrostem i zwykle wokół tego skupiają się historie o nim. Jąka się, gdy jest zdenerwowany. Ucieka i chowa się, gdy jest to niepotrzebne. Mimo to ma bardzo dużo ukrytej odwagi i nie raz udowadnia swoim przyjaciołom, że jest odważny, pokonując swoje lęki. Przyjaciele często go wykorzystują i dostaje zadania, które nadają się dla większych. Często jest odrzucany w różnych planach ze względu na swój wzrost. Prosiaczek nie lubi dużych wypraw i często idzie na nie tylko po to, żeby nie zawieść bliskich. Uwielbia sprzątać, w jego w domu jest zawsze czysto i przytulnie. Kocha przyrodę. Jest też kreatywny, prowadzi pamiętnik i lubi malować. Pisze też wiersze.

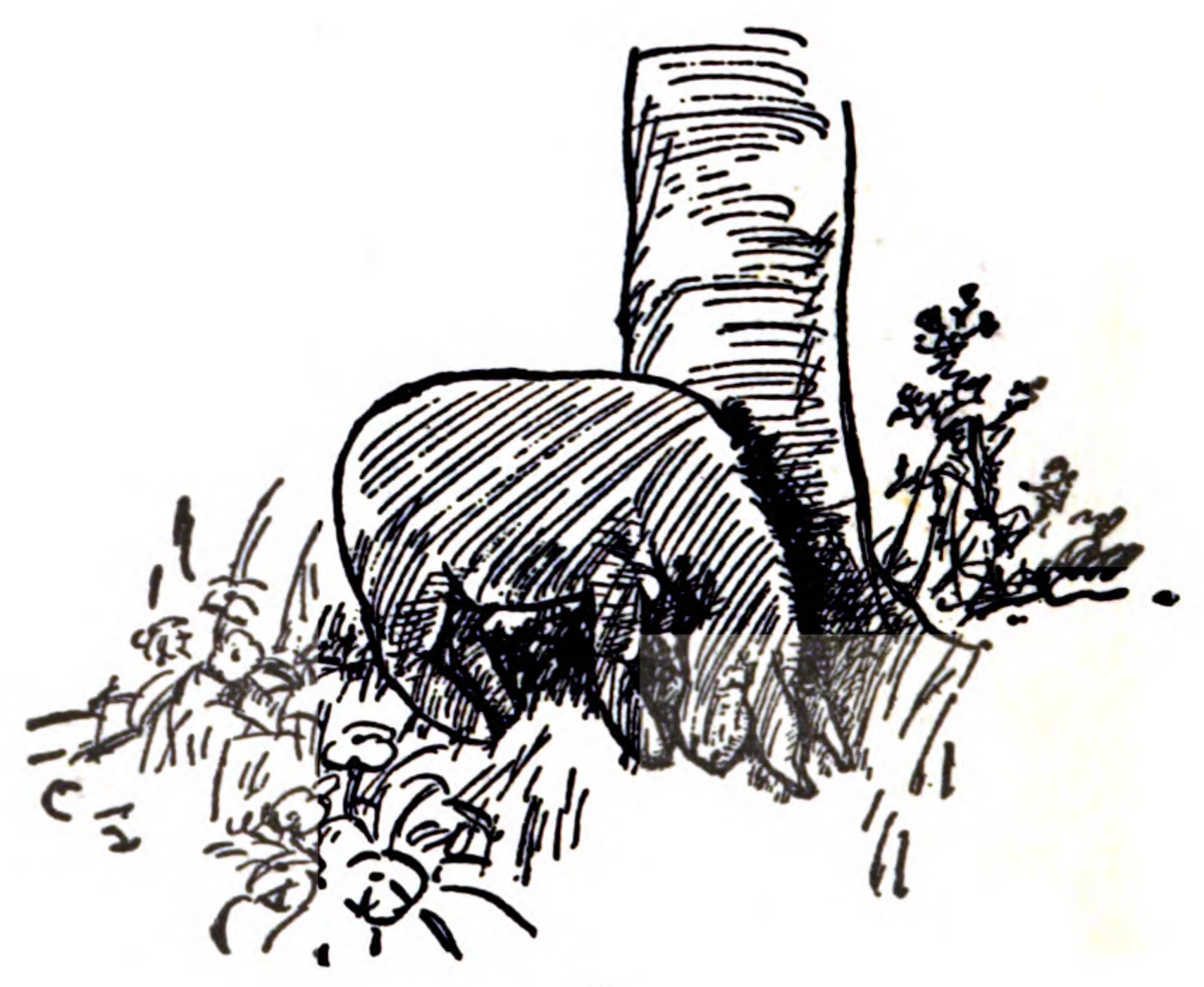

### Kłapouchy / Iijaa[1]
Ponury, melancholijny, anhedoniczny, wypchany trocinami osioł. Posiada ogon, który wiecznie gubi. Mieszka w wilgotnym i ciemnym miejscu zwanym Ponurym Zakątkiem Kłapouchego. Ma tam szałas zbudowany z kilku patyków, który jest prawie ciągle burzony. Kłapouchy jest bardziej apatyczny i sarkastyczny oraz jest znany ze swoich ripost. Ciągle narzeka i nie jest z niczego zadowolony. Przyjaciele robią wszystko, aby poprawić mu nastrój, ale zwykle otrzymują od niego pogardę. Woli spędzać czas samotnie, rozmyślając nad sprawami tego świata i zadając sobie filozoficzne pytania patrząc na swoje odbicie w rzece. Jego przysmakiem jest oset.
W adaptacjach Disneya Kłapouchy jest o wiele bardziej sympatyczniejszy i życzliwszy. Mówi i porusza się powoli. Jest mądry, ostrożny i kieruje się zawsze zdrowym rozsądkiem. Często daje przyjaciołom dobre rady. Jest pokorny i skromny, nie lubi być w centrum uwagi. Pomaga swoim przyjaciołom jak tylko może. W odcinku Byle wyżej uczył Kubusia latać, a nawet pokazano, że potrafi jeździć na rowerze. W odcinku Najlepszy ogrodnik bardzo dobrze opiekował się kwiatkiem, rozmawiał z nim i śpiewał mu kołysanki. Jest dość silny i dlatego jest wykorzystywany jako zwierzę juczne. Przyjaciele czasem o nim zapominają i podczas wypraw zostaje daleko w tyle. Zdarza mu się uśmiechać, co jest rzadkością. Jego ogon zdobi różowa kokardka. 

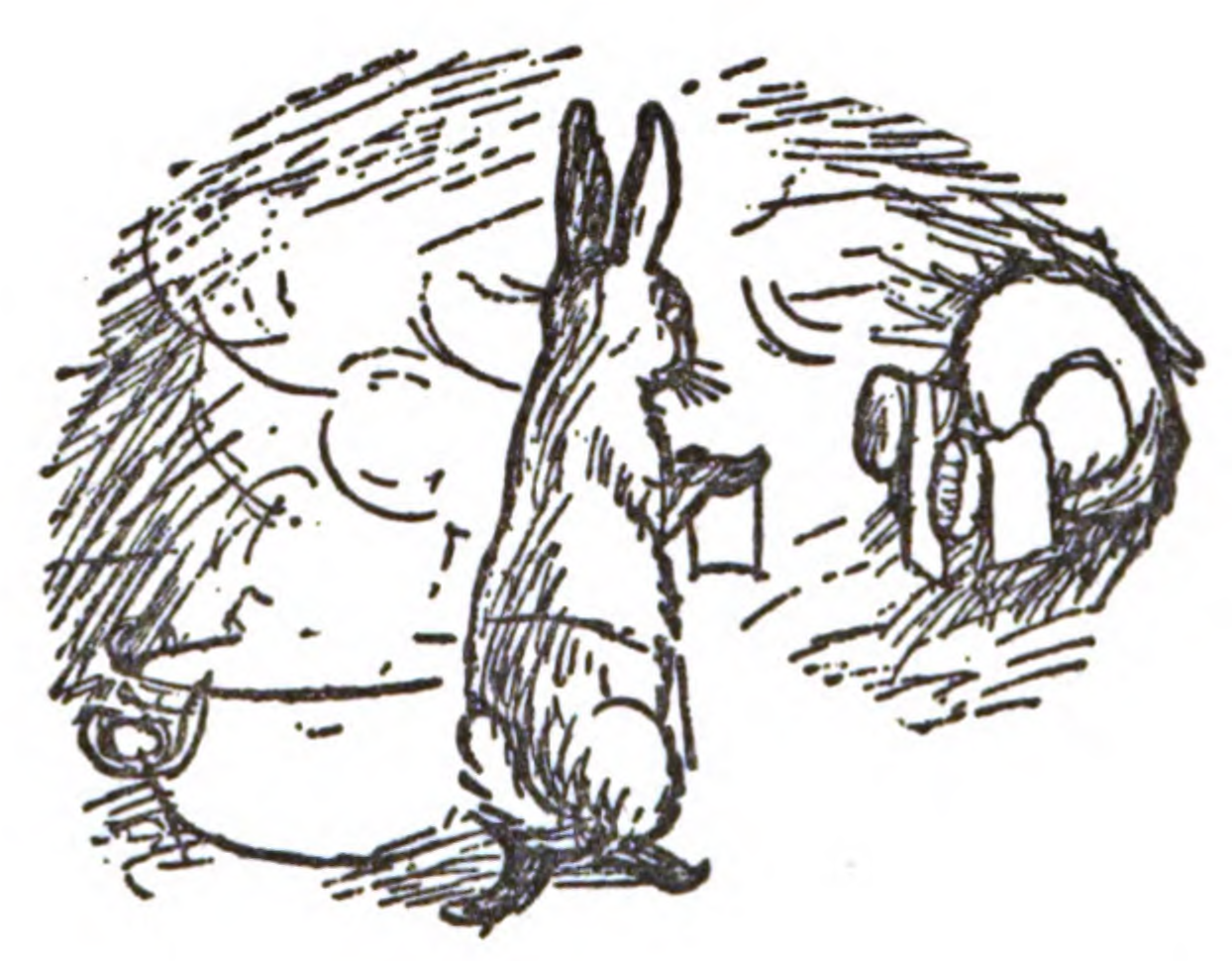

### Królik
Brązowy królik mieszkający w swojej norce. Podobnie jak Sowa, jest prawdziwym zwierzęciem i ma podobny do niej poziom inteligencji. Jest znakomitym organizatorem, wymyśla przeróżne „genialne” plany, które zwykle zawodzą. Lubi przejmować kontrolę, jest praktyczny, zdecydowany i konsekwentny. Nie lubi nawiązywać nowych znajomości, o czym świadczy jego negatywna reakcja na przybycie Kangurzycy i Maleństwa w pierwszej książce oraz na Tygryska w drugiej. Ma wielu krewnych i znajomych.
W adaptacjach Disneya futro Królika jest żółte lub zielone. Jest bardzo obsesyjny i pedantyczny. Lubi ład, porządek i dobre maniery. Narzuca innym własne zasady, lubi się rządzić i być w centrum uwagi. Bardzo łatwo wyprowadzić go z równowagi. Mimo to jest bardzo opiekuńczy i troskliwy, co widać, gdy wychowuje Kessie. Kocha ją jak prawdziwą córkę, bardzo się do niej przywiązuje i przeżywa rozstanie. W miarę rozwoju serii poprawia się jego relacja z Tygryskiem. I choć często się sprzeczają i Królik ucieka się do złych celów, aby ukarać Tygryska, zawsze sobie pomagają, a Tygrysek zawsze ratuje Królika z opresji i uważają się za najlepszych przyjaciół. Tygrysek nazywa go Długouchy lub Uszaty. Królik posiada przed domem ogródek, w którym uprawia warzywa i owoce. Robi wszystko co w swojej mocy, żeby chronić go przed szkodnikami.  

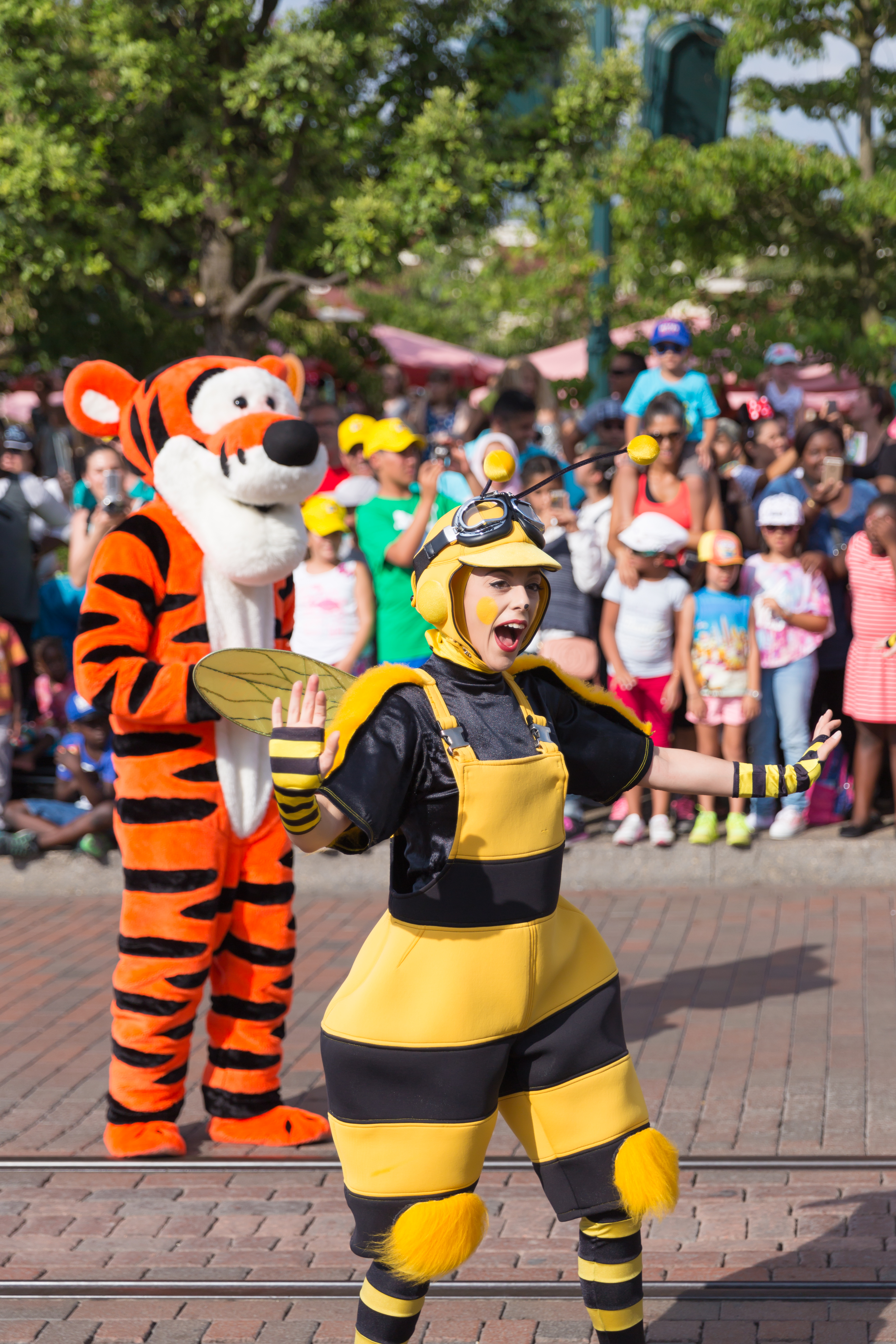

### Tygrys
Wesoły, psotny i tryskający energią pluszowy tygrys. Został wprowadzony dopiero w drugiej książce – Chatka Puchatka. Mieszka z Kangurzycą i Maleństwem. Jego ulubionym przysmakiem jest tran, czyli lekarstwo Maleństwa na wzmocnienie. Nie lubi za to miodu, żołędzi i ostów. Lubi bawić się z Maleństwem, dla którego jest jak starszy brat. Tygrysek jest nieopowiedzialny i lekkomyślny. Uwielbia skakać na ogonie, czyli brykać oraz wbrykiwać na wszystko z nienacka. Jego psoty i lekkomyślne zachowanie powodują kłopoty i denerwują jego przyjaciół, głównie Królika, który próbował go zgubić, ale mu się nie udało, bo tygrysy nigdy się nie gubią. Nie przepada za nim Kłapouchy, bo bryknął go do jeziora, a potem udawał, że nic nie zrobił, tylko kaszlał. Uważa, że wszystko potrafi i że jest jedyny w swoim rodzaju.
W ekranizacjach Disneya Tygrysek jest postacią pierwszoplanową i ma własny domek na drzewie. Woli zabawę od pracy. Wszędzie go pełno. Uwielbia być w centrum uwagi. Jest zaradny i pewny siebie, czasem aż za bardzo. Wpada na przeróżne pomysły. Lubi rozwiązywać zagadki i bawić się w detektywa. Zdarza mu się lunatykować w nocy. Czasem jest przedstawiany negatywnie, ale uczy się na swoich błędach i zawsze ma dobre intencje. Zawsze ratuje swoich przyjaciół z opresji. Mówi szybko i niewyraźnie, sepleni, pluje i używa niezrozumiałych wyrazów. Nienawidzi kąpieli. Lubi jeść bananowe lody. Poprawia się jego relacja z Kłapouchym.  

### Kangurzyca / Kanga[1]
Pluszowa kangurzyca. Samotna matka Maleństwa, która jak na kangura przystało, nosi go w swojej torbie. Jest bardzo czuła, troskliwa i opiekuńcza. Bardzo kocha swojego synka i zawsze chce dla niego jak najlepiej. Jest też sprytna, potrafi wywąchać podstęp. Początkowo Królik i inni bali się jej i nie chcieli, aby wprowadziła się do lasu. Okazała się być jednak sympatyczną sąsiadką. Później przyjmuje również pod swój dach Tygryska.

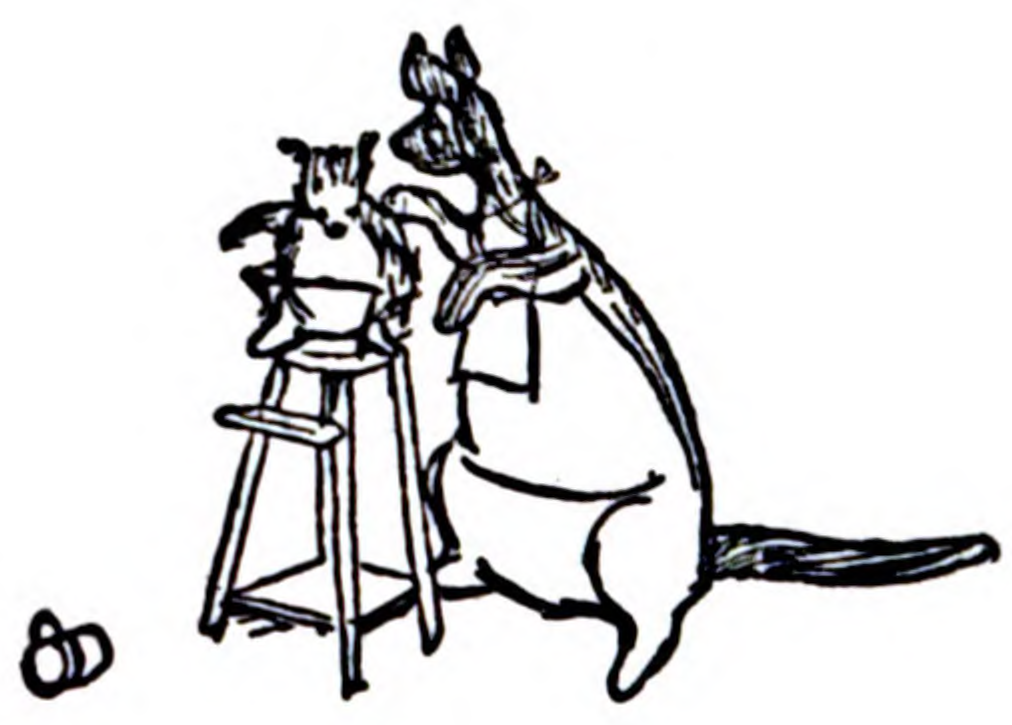

W produkcjach Disneya Kangurzyca jest bardziej dojrzała, odpowiedzialna i wyrozumiała, jest bardzo miła, kochana i życzliwa nie tylko dla Maleństwa, ale wszystkich mieszkańców. Do Tygryska zwraca się Kochanie. Okazuje się być świetną kucharką. Piecze przepyszne ciasta i ciasteczka, często zaprasza przyjaciół na poczęstunek. Oddaje się też innym domowym obowiązkom. Lubi szyć ubrania na drutach.

### Maleństwo / Gurek[1]
Synek Kangurzycy i najmłodszy mieszkaniec Stumilowego Lasu. Jest małe, energiczne, dociekliwe i ciekawe świata. Lubi bawić się w piaszczystym dołku niedaleko swojego domku. Uwielbia skakać, ale jest tak małe, że wpada do mysich norek. Nie cierpi tranu. Jego ulubionym kompanem, idolem i towarzyszem do zabaw jest Tygrysek. W wersji Disneya nosi niebieską koszulkę, jest starsze, żywsze i bardziej ciekawskie. Maleństwo jest niezwykle dzielne i odważne oraz bardzo dojrzałe jak na swój wiek. Bardzo chciałoby już dorosnąć. Jego nowym najlepszym przyjacielem staje się hefalump Lumpek, z którym bawi się w piratów i „motylkowego berka”. W filmie Kubuś i przyjaciele jest młodsze i bardziej marudne, woli siedzieć w torbie mamy.

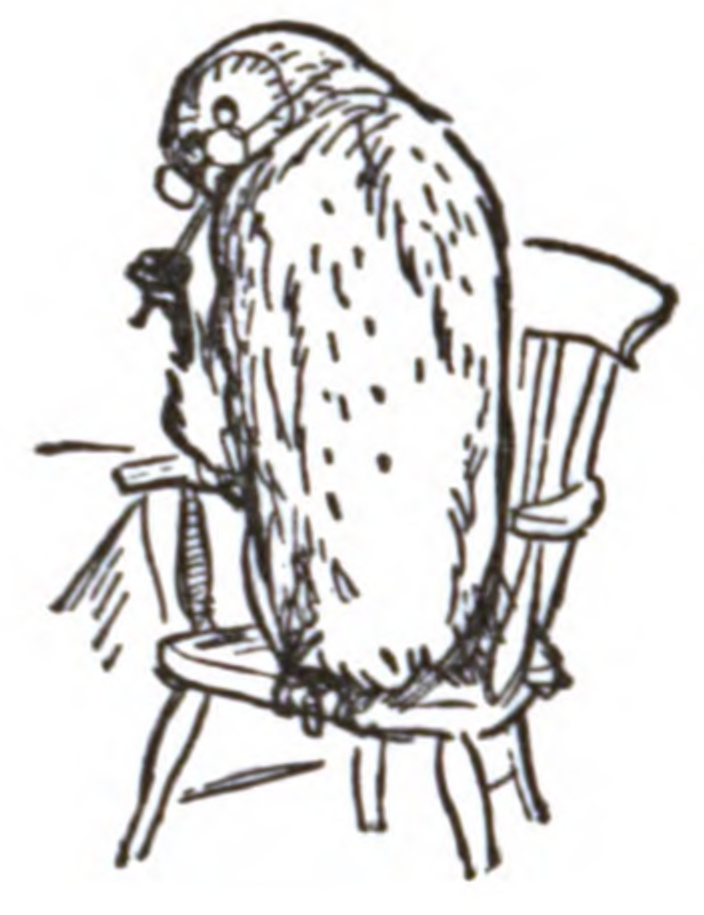

### Sowa Przemądrzała / Pan Sowa
Uczona, stara sowa, uważana za najinteligentniejszego, obok Królika, mieszkańca lasu i tak jak on jest zwierzęciem, a nie zabawką. Przyjaciele często przychodzą do niej po poradę. Potrafi czytać i pisać. W tym drugim popełnia wiele błędów. Często się wymądrza i snuje rozwlekłe przemówienia oraz używa trudnych słów, niezrozumiałych dla przyjaciół. Mieszkała dawniej w staroświeckiej rezydencji Pod kasztanami. Pech chciał, że domek został zwalony przez burzę. Kłapouchy znajduje jej nowy domek, który okazuje się być domem Prosiaczka. Prosiaczek oddaje jej swój dom. Nowe mieszkanie zostaje nazwane Sowjufką.
W Disneyowskich adaptacjach jest mężczyzną, w oryginale mówi z południowoangielskim akcentem i używa skrzydeł do trzymania, a nie szponów. Cały czas mieszka w swoim domku na drzewie. Często zaprasza przyjaciół na herbatkę. Jest bardzo rozgadany, opowiada długie i nudne historie o swojej rodzinie i przodkach. Potrafi czytać, aczkolwiek dwukrotnie źle odczytał notatkę Krzysia i myślał, że Krzyś jest w niebezpieczeństwie powodując niepotrzebny chaos. Jest typem samotnika, woli zostać w domu i drzemać w fotelu. Nie pojawia się w serialu Moi przyjaciele – Tygrys i Kubuś.

## Poboczne postacie z książek A.A. Milne’a

### Krewni i znajomi Królika

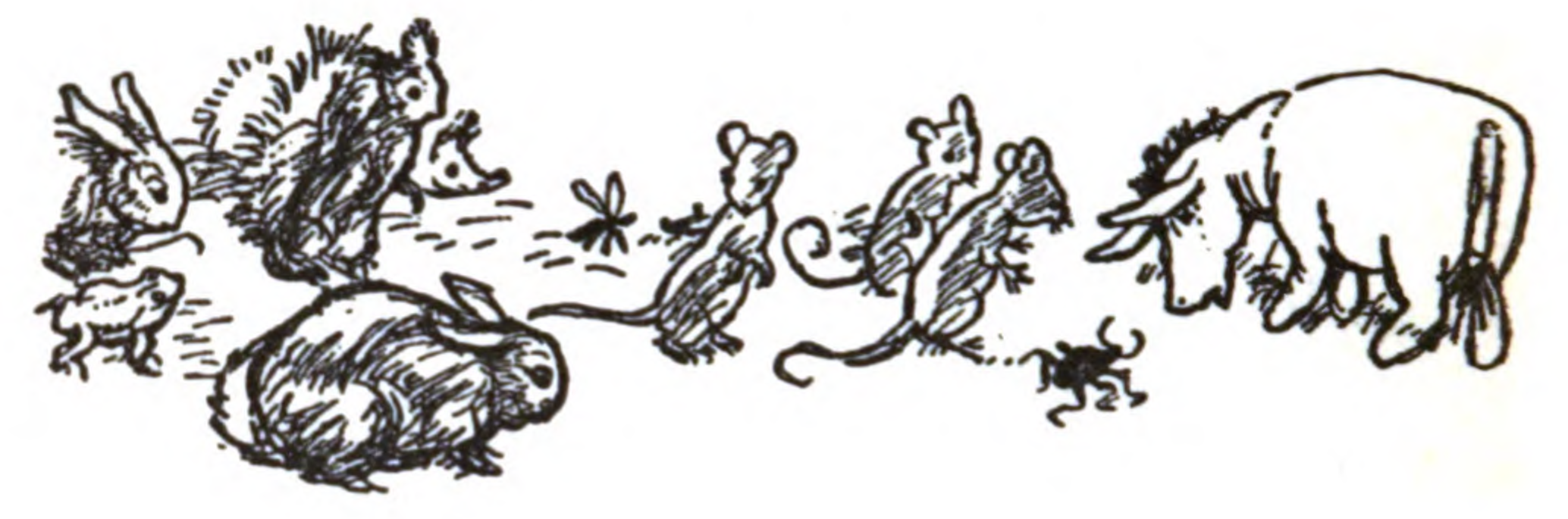

Grupa małych ssaków (m.in. króliki, jeże, myszy i wiewiórki) i owadów żyjących w lesie, zaprzyjaźnionych z Królikiem, który nazywa ich swoimi Krewnymi-i-Znajomymi. Nie wyróżniają się i nie są jakoś znaczącymi postaciami. Nie wiadomo ilu ich jest, Królik szacuje, że potrzebowałby siedemnastu kieszeni, żeby ich pomieścić. Niektórzy krewni i znajomi zostali wymienieni z nazwy:
- Alojzy Chrząszcz – wspomniany w rozdziale VIII Kubusia Puchatka. Jest tak przerażony tym, że wszyscy mówią do niego – cyt! – że chowa łebek w małą rozpadlinę w ziemi i siedzi tam przez dwa dni, aż niebezpieczeństwo minie. Potem co tchu wraca do domu i odtąd resztę życia spędza spokojnie u boku swojej Cioci.
- Mały – w rozdziale III Chatki Puchatka, Królik organizuje poszukiwanie, aby go odnaleźć. Prosiaczek znajduje go na grzbiecie Puchatka. Pojawia się też w serialu Moi przyjaciele – Tygrys i Kubuś jako mały, fioletowy żuk.
- Jaś Pędraczek – wspomniany krótko w rozdziale V Chatki Puchatka. Pojawia się też w książce Powrót do Stumilowego Lasu.
- Najmniejszy – wspomniany krótko w rozdziale X Chatki Puchatka. Widział raz nogę Krzysia, ale nie był całkiem tego pewien, bo może to było coś zupełnie innego.
- Wieczorny i Poranny – dwie myszy, wspomniane w rozdziale X Chatki Puchatka. Pojawiają się też w Powrocie do Stumilowego Lasu.

W produkcjach Disneya rzadko się pojawiają. W odcinku Zgodnie z planem serialu Nowe przygody Kubusia Puchatka 500 małych, białych, króliczków przychodzi na przyjęcie do Królika. W odcinku Wakacje Królika żaden krewny i znajomy nie chciał zaprosić Królika do domu. Mieli pojawić się w filmie Kubuś i przyjaciele, ale ostatecznie scena z nimi została usunięta.

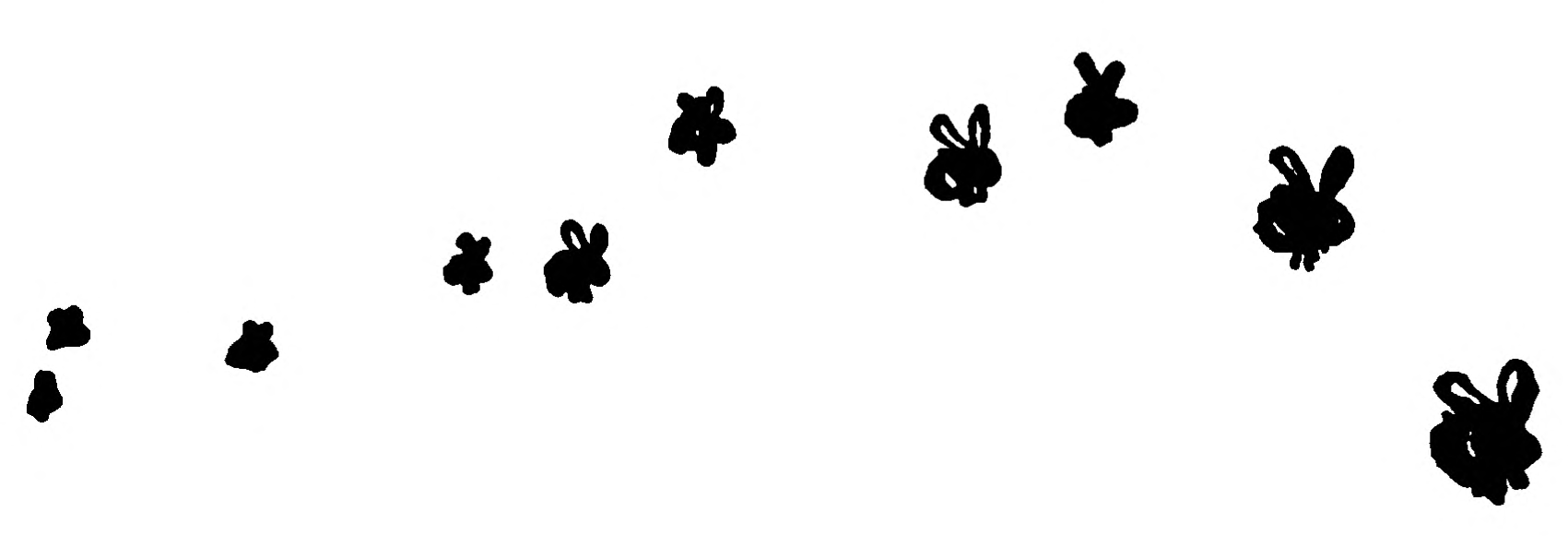

### Pszczoły
Małe, pracowite owady mieszkające w ulach, gdzie zajmują się produkcją miodu – ulubionego przysmaku Puchatka. Miś próbuje wielu sposobów, aby go zdobyć, ale sprytne pszczoły zwykle go przechytrzają. W filmach Disneya pszczoły oznaczają z reguły kłopoty dla przyjaciół, którzy zaczynają uciekać, przed goniącym ich rojem. W serialu Nowe przygody Kubusia Puchatka pszczoły są antropomorficzne, mówią przyspieszonym głosem i noszą szare hełmy.

### Słonie / Ho-honie / Sonie[1]/ Łonie / Hefalumpy

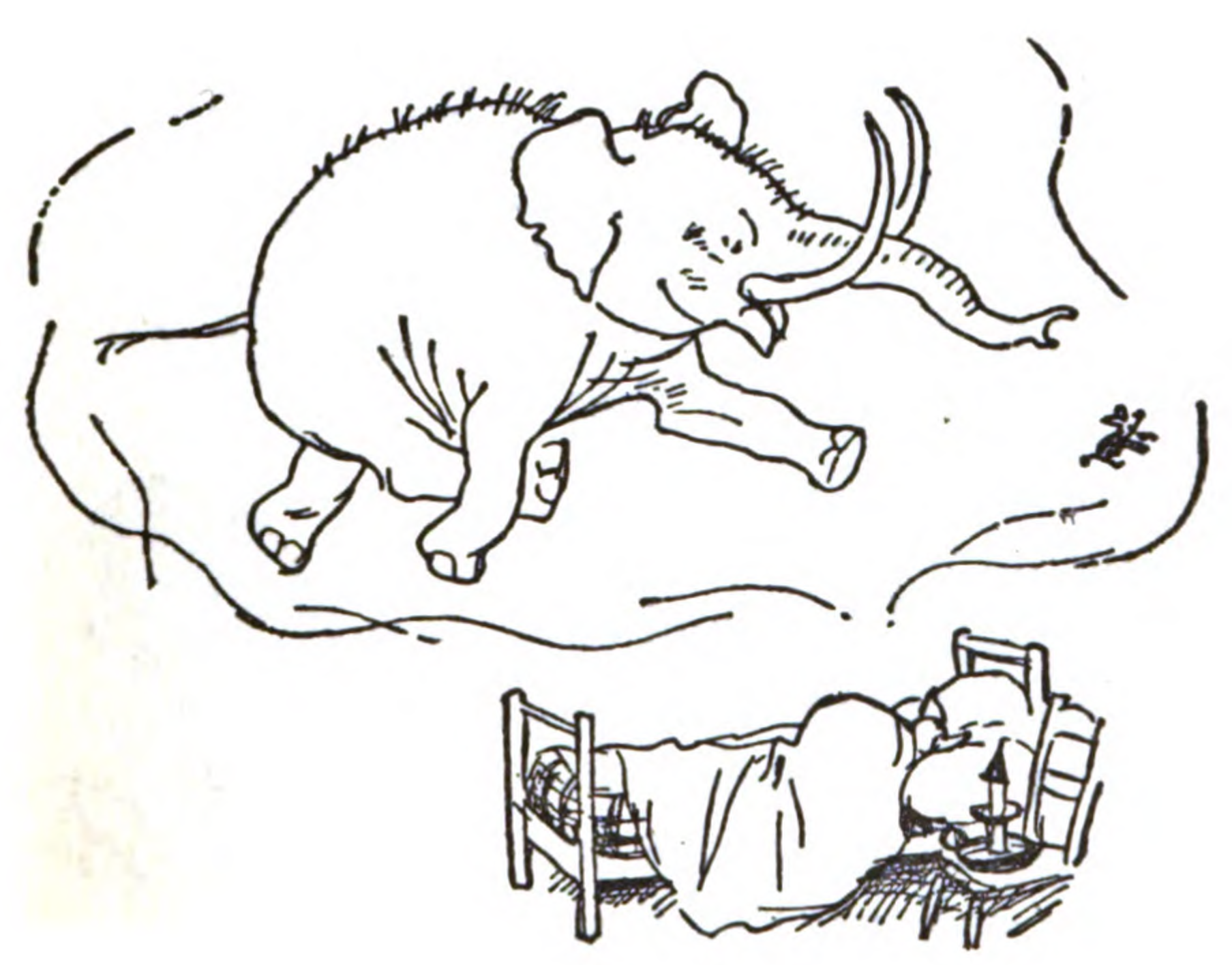

Tajemnicze potwory słynące z kradzieży miodu. Występują one w koszmarach i wyobrażeniach Puchatka i Prosiaczka, którzy to próbowali złapać jednego w pułapkę. Niestety, nigdy nie udało im się schwytać, ani spotkać żadnego prawdziwego Słonia. W adaptacjach Disneya też początkowo pojawiały się w koszmarach, ale później okazują się być prawdziwymi stworzeniami i nie są aż takie przerażające. Kilka Hefalumpów pojawia się w serialu Nowe przygody Kubusia Puchatka oraz grach, gdzie były przestawiane jako dwunożne, noszące ubrania, pluszowe słonie. Hefalumpy pojawiają się na nowo w filmie Kubuś i Hefalumpy, w którym przyjaciele słysząc trąbienie i widząc tajemnicze odciski stóp, postanawiają wyruszyć na wyprawę, by je schwytać. Tu Hefalumpy są przestawione jako wielkie fioletowe słonie z ogonami podobnymi do tych u królików. Wcale nie są straszne, okazują się być miłymi, sympatycznymi i skorymi do zabaw stworzeniami, tym samym zaprzyjaźniają się z Puchatkiem i przyjaciółmi. Zamieszkują teren zwany Kotliną Hefalumpów.

### Łasiczki / Słasice / Asice / Wuzle
Są wspomniane pierwszy raz, gdy Puchatek z Prosiaczkiem próbują wytropić zwierzynę, zostawiając za sobą ślady krążąc wokół zagajnika. Myślą, że należą one właśnie do łasiczek i lisów. W rzeczywistości były to ich własne ślady. Później Puchatek ma z nimi koszmar, w którym dzikie łasiczki zamieszkujące Biegun Wschodni oskubują jego łapki, aby zrobić gniazdo dla swoich młodych. W Disneyowskich adaptacjach wuzle są najczęściej antagonistami i wspólnikami hefalumpów oraz podobnie jak one kradną miód. Prawdziwe wuzle pojawiają się tylko w serialu Nowe przygody Kubusia Puchatka. Później nie pojawiają się i są jedynie wspominane. Pojawiają się też w kilku grach.

### Jagulary
Tajemnicze stworzenia, które wchodzą na drzewa i atakują z nienacka tego, kto spojrzy w górę. W książce Chatka Puchatka Puchatek i Prosiaczek pomyśleli, że Tygrysek, który utknął na drzewie jest Jagularem. Jagulary są czasem wspominane w serialach Nowe przygody Kubusia Puchatka i Moi przyjaciele – Tygrys i Kubuś. Nigdy nie pojawił się żaden prawdziwy Jagular, zatem nie ma żadnych dowodów na ich istnienie.

### Jentyk / Bendezar
Zmyślone stworzenie, które powstało po niezrozumieniu notatki zostawionej przez Krzysia. Opisany jest jako cętkowany lub trawiasty. Bendezar jest głównym antagonistą w filmie Kubuś i przyjaciele, w którym zwierzęta myślą, że porwał Krzysia. Pan Sowa opisuje go jako dużego, niechlujnego, rogatego potwora, który psuje i niszczy przedmioty codziennego użytku. Przyjaciele robią na niego zasadzkę i układają różne przedmioty, które mają do niej zaprowadzić. Okazuje się, że Krzyś wcale nie został porwany, lecz był w szkole. Po napisach końcowych okazuje się, że Bendezar istnieje i wcale nie jest straszny, jest miły i sympatyczny, chce zwrócić rzeczy przyjaciołom, ale przez przypadek wpada w pułapkę.

### Wuj Robert
Wujek Sowy. Jego portret wisi ścianie w jej domu. Sowa wspomina o nim w Chatce Puchatka. W filmie Przygody Kubusia Puchatka Pan Sowa opowiada, że nie liczył się z rodzinną tradycją, zakochał się w kotce i popłynął za nią statkiem aż za morze. Zostaje ponownie wspomniany w filmie Kubuś Puchatek i Dzień Kłapouchego, w którym Pan Sowa mówi, że miał 103 lata, ale przyznawał się tylko do 97. W książce Powrót do Stumilowego Lasu zostaje ujawnione, że wuj Robert nie żyje, ale Sowa trzyma jego prochy w wazonie i próbuje napisać jego biografię. W książce Dzionek Szalonek i inne przygody Kubusia Puchatka nazywa się Jan Kapistran.

## Kontynuacje książek A.A. Milne’a

### Lotta
Zadziorna wydra, która została wprowadzona w książce Powrót do Stumilowego Lasu. Dobrze gra w krykieta.

### Pingwin
Nowa postać wprowadzona w książce Nowe przygody Kubusia Puchatka. Do stworzenia postaci zainspirowano się jedną z fotografii, która przedstawia małego Christophera Robina Milne’a, bawiącego się pluszowym pingwinem, który później zaginął.

## Postacie stworzone przez Disneya

### Narrator
Występuje poza ekranem. Słychać wyłącznie jego głos. Nie wiadomo jak wygląda, nigdy nie widać jego twarzy. Często Puchatek i przyjaciele z nim rozmawiają, przełamując tym samym czwartą ścianę. Może manipulować bohaterami i książką. O dziwo nie pojawia się w serialu Nowe przygody Kubusia Puchatka, ani w filmach Prosiaczek i przyjaciele i Kubuś i Hefalumpy.

### Gofer
Niezwykle pracowity goffer, który mieszka samotnie w wykopanych przez siebie podziemnych tunelach. Miłośnik materiałów wybuchowych, a także specjalista od budownictwa. Nosi na głowie kask górniczy z lampą, która oświetla mu drogę. Ma w swoim domu własny warsztat, w którym trzyma narzędzia. Jest niecierpliwy, łatwo się denerwuje i nie lubi obijania się. Mimo to zawsze służy pomocą przyjaciołom. Jest też dość nieuważny, ciągle wpada w swoje dołki, kopiąc uderza o kamienie, drzewa i zdarza mu się nieumyślnie niszczyć ogródek Królika. Jego tunele są często zalewane. Gofer mówi przez zęby i gwiżdże. Do innych zwraca się Synku. Ma dziadka.

### Kessie
Niebieska ptaszyna osierocona przez rodziców. Skupia się na niej odcinek Znaleziątko serialu  Nowe przygody Kubusia Puchatka. Królik ratuje ją pewnego razu z zamieci śnieżnej i opiekuje się nią przez cały rok. Kessie jest wesoła, ciekawska i odważna. Bardzo kocha Królika i nazywa go Kjujikiem. Królik traktuje ją jak rodzoną córkę, jest wobec niej bardzo opiekuńczy i nie pozwala jej latać. Gdy nauczyła się już latania, musi rozstać się z Królikiem i odlatuje na południe. Wraca już jako dorosła w odcinku Ptak w garści. W filmie Kubuś Puchatek: Czas prezentów przylatuje na święta. Staje się główną bohaterką serialu Kubusiowe opowieści, w którym nadal jest dzieckiem.

### Mama Krzysia
Matka Krzysia wzorowana na Daphne de Sélincourt – prawdziwej matce Christophera Robina Milne’a. Nigdy nie widać jej twarzy. Często zwraca uwagę synowi, ale jest cierpliwa i bardzo go kocha. Pojawia się w serialach Nowe przygody Kubusia Puchatka i  Kubusiowe opowieści oraz w filmie Krzysiu, gdzie jesteś?.

### Wrony
Stado kilku wron pojawiające się w serialu Nowe przygody Kubusia Puchatka. Wrogowie Królika, którzy regularnie niszczą i wyjadają warzywa z jego ogródka. Są sprytne i przebiegłe. W odcinku Wielkie, małe zwierzątko są o wiele większe i mają bardziej diaboliczny wygląd. Puchatek nazywa je krakami. Pojawiają się też w filmach Maleństwo i przyjaciele oraz Kubuś i Hefalumpy o zmienionym wyglądzie.

### Szkodniki
Zgraja zielonych, przypominających gąsienice, żarłocznych robaków, którzy są zawziętymi wrogami Królika. Ten próbuje wielu sposobów, by się ich pozbyć, ale na próżno, bo szkodniki zwykle go przechytrzają. Ich przywódca nosi strój podobny do Napoleona Bonaparte. Występują często w serialu Nowe przygody Kubusia Puchatka oraz filmie Kubuś Puchatek: Puchatkowego Nowego Roku.

### Skałozaur
Wyimaginowany potwór, główny antagonista filmu Niezwykła przygoda Kubusia Puchatka. Został wymyślony przez Pana Sowę, który błędnie odczytał wiadomość od Krzysia i wierzył, że Skałozaur porwał chłopca. Potwór miał rzekomo mieszkać w wielkiej jaskini w kształcie czaszki. W rzeczywistości nie było żadnego skałozaura, a Krzyś był tylko w szkole.

### Dinozory
Są wspomniane w serialu Kubusiowe opowieści. Pewnego razu Kłapouchy znajduje wielką kość. Wszyscy uważają, że jest to kość dinozaura i że Kłapouchemu grozi niebezpieczeństwo. W serialu Moi przyjaciele – Tygrys i Kubuś, w odcinku Wyprawa po dinozaura Puchatek, Tygrysek i Tośka przebierają się za jaskiniowców i szukają dinozaurów, ale nie udaje im się znaleźć ani jednego.

### Lumpek
Młody hefalump o radosnym usposobieniu, który mieszka wraz z mamą w Kotlinie Hefalumpów. Jego pełne imię to Hefryk Trąbol Bąbol Hefalump IV. Jego najlepszym przyjacielem jest Maleństwo. Jest sympatyczny, wesoły, uwielbia się bawić i śmiać. Łatwo go przestraszyć. Przysmakiem Lumpka są krakerniczki. Jego ulubioną zabawką jest pluszowy aligator Alvin. Ma kuzyna, opiekuje się raz jego rybką – Alexem. Oprócz filmu Kubuś i Hefalumpy występuje również w serialu Moi przyjaciele – Tygrys i Kubuś. Marzy o tym, żeby być Super-Detektywem.

### Pani Hefalump
Mama Lumpka. Jest największą, po Woosterze, postacią w lesie. Bardzo martwi i troszczy się o swojego synka. Ratuje Maleństwo ze sterty kłód. Zaprzyjaźnia się z Kangurzycą.

### Evelyn Robin
Żona Krzysztofa Robina oraz matka Madeline Robin. Występuje w filmie Krzysiu, gdzie jesteś?. Jest zła na męża, że przejmuje się wyłącznie pracą i nie spędza czasu z rodziną.

### Madeline Robin
Córka Krzysztofa Robina i Evelyn Robin. Występuje w filmie Krzysiu, gdzie jesteś?. Jest inteligentna, odważna i sympatyczna, podobnie jak Krzyś w jej wieku. Nie chce iść do szkoły z internatem. Zaprzyjaźnia się z Puchatkiem, Prosiaczkiem, Tygryskiem i Kłapouchym z którymi wspólnie jadą do Londynu, aby odwieść Krzysiowi dokumenty.

### Giles Winslow Jr.
Antagonista filmu Krzysiu, gdzie jesteś?. Szef Krzysia. Puchatek nazywa go Wuzlołem.

## Postacie z serialuNowe przygody Kubusia Puchatka

### Birdżilla
Wielki potwór, który jest głównym bohaterem filmu pod tym samym tytułem, na którym był w kinie Krzyś z przyjaciółmi w odcinku Puchatek gra w filmie. Jest parodią Godzilli.

### Tata, Mama i Mały Hefalump
Rodzina hefalumpów mieszkająca w drewnianym domku. Pojawia się w odcinkach Najlepszy kemping jest w domu i Pułapka. Uwielbiają jeść miód i nie są tacy straszni. Tata Hefalump jest prawie na wszystko uczulony i ciągle kicha, a Mama Hefalump musi przypominać mu o jego licznych alergiach. Tata uczy swojego syna tropienia i łapania zwierzyny w pułapkę. Mały Hefalump jest bardzo sympatyczny i zaprzyjaźnia się z Puchatkiem i Prosiaczkiem.

### Hiena
Występuje krótko w odcinku Jak Prosiaczek był królem. Mieszka w dżungli. Wciąż z wszystkich i wszystkiego się śmieje.

### Zespół małp
Pojawia się krótko w odcinku Jak Prosiaczek był królem. Mieszkają w dżungli niedaleko Krainy mlekiem i miodem płynącej

### Prosiaczki Pigmeje
Pojawiają się w odcinku Jak Prosiaczek był królem. Wyglądają jak Prosiaczek, tylko są niższe i noszą białe ubrania. Są mieszkańcami Krainy mlekiem i miodem płynącej. Prosiaczek daje im sprężynę, którą dostał wcześniej od Puchatka w prezencie. Okazuje się, że jest to ich „zaklęty ogonek”. Przytwierdzają go do wielkiej fontanny w kształcie wielkiego Prosiaczka, z której wypływa miód. Wkrótce Prosiaczek zostaje ich królem. Gdy Tygrysek i Królik wyciągają sprężynę, wybucha wulkan z miodem. Prosiaczek ratuje pigmejów i ich krainę.

### Brud
Wielki zielony glut, który wytworzył się ze śmieci i brudu zostawionego przez Krzysia pod łóżkiem. Nie cierpi słowa „czystość” i oślepia go mydło. Chciał wszystko ubrudzić i zapanować nad światem. Został jednak powstrzymany i wciągnięty przez odkurzacz. Występuje tylko w odcinku Wielkie sprzątanie.

### Stan i Heff
Wuzel i hefalump, dwaj złodzieje oraz antagoniści Puchatka i jego przyjaciół. Ich celem jest zrabowanie mieszkańcom Stumilowego Lasu miodu. Stan jest przebiegły i sprytny, podczas gdy Heff jest silniejszy, ale bardziej tępy, niezdarny i tchórzliwy. Bał się Woostera, a także Maleństwa, bo uznał je za wielką mysz. Pojawiają się tylko w odcinkach Wielki napad na miód i Ptak w garści.

### Wooster
Gigantyczny wuzel. Początkowo był antagonistą i współpracował z Heffem i Stanem, chcąc skraść miód, ale Puchatek uczy go, że trzeba się dzielić, nie należy zabierać bez pytania i powinno się najpierw poprosić. Wooster sprzeciwia się Stanowi i Heffowi i zaprzyjaźnia się z mieszkańcami, tym samym udowadnia, że nie wszystkie wuzle to antagoniści.

### Bruno
Arogancka, nakręcana, zabawkowa małpa, która miała być prezentem dla kolegi Krzysia. Uważa się za najlepszą zabawkę, jakie dziecko może dostać. Pojawia się wyłącznie w odcinku Najlepsza zabawka.

### Niania
Młoda opiekunka zajmująca się Krzysiem w odcinku Pod dobrą opieką. Podobnie jak w przypadku jego mamy, jej twarz nie jest widoczna.

### Banda szczurów
Trzy sprytne szczury, które kradną rzeczy, a potem zamieniają je na orzechy włoskie. Najczęściej są antagonistami, ale w odcinku Nieproszeni goście, okazuje się, że nie chcieli kraść rzeczy mieszkańcom, tylko chcieli je uchronić przed powodzią. Pojawiają się również w odcinkach To tylko ząb i Tajemnicza butelka.

### Trzy maskotki
Trzy pluszowe zabawki, które są podróbkami Puchatka, Prosiaczka i Tygryska. Są antagonistami w odcinku Ile kosztuje ten Królik, w którym próbują za wszelką cenę odebrać Królikowi specjalną metkę, gdyż bardzo chcą, by jakieś dziecko je kupiło. Gdy udaje im się ją zabrać i Krzyś przychodzi po Królika, ten mówi im, że jak będą się bardzo starać, na pewno ktoś ich kupi.

### Wredny Jack
Koń, główny antagonista odcinka Prawo i łapa, występujący w spektaklu „Szeryf Prosiaczek”. Przywódca bandy Konio-kradów i najgroźniejszy przestępca miasta Drżąca Dziura zamieszkanego przez pieski preriowe. Chciał skotłować Szeryfa Prosiaczka. Porywa Tygryska i Królika, ale zostaje pokonany przez Misia w masce (czyli Puchatka) i jego rumaka (Kłapouchego), którzy później sami zostają przez niego uwięzieni. Szeryf Prosiaczek musi sam pokonać Jacka, ale gubi swoją gwiazdę szeryfa. Okazuje się, że Wredny Jack chciał od zawsze być szeryfem. Prosiaczek pozwala mu nim zostać, po czym Jack zmienia się na dobre.

### Dexter
Młodszy kuzyn Pana Sowy. Nosi duże okulary. Podobnie jak on lubi opowiadać o krewnych i używa inteligentnych słów. Pojawia się po raz pierwszy w odcinku Zjazd rodzinny wraz z rodzicami – Ofelią i Torbeckiem, czyli ciotką i wujkiem Pana Sowy. Jego drugim i ostatnim występem jest odcinek Polowanie na robaka, w którym Puchatek opiekuje się nim i Maleństwem. Dexter dobrze dogaduje się z kangurkiem.

### Straszyciel
Główny antagonista odcinka Pomyłka, proszę się nie bać. Bohater pewnego dreszczowca, którego oglądają nocą Krzyś, Tygrysek, Puchatek i Prosiaczek w telewizji. Później myślą, że Straszyciel ukrywa się w ich domu i ich nawiedza. Zastawiają na niego pułapki, robią przy tym wielki bałagan, a ostatecznie zalewają cały dom. Później, słysząc tajemnicze odgłosy, wychodzą na dwór. Straszycielem okazał się być pies Skippy, a całe wydarzenie okazało się być tylko snem.

### Skippy
Duży, biały pies rasy owczarek, należący do sąsiadów Krzysia. W odcinku Pomyłka, proszę się nie bać został uznany za Straszyciela. W kolejnym odcinku – Puchatkowe popołudnie, sąsiedzi powierzają Krzysiowi opiekę nad Skippy’m. Skippy lubi się bawić, jest żarłoczny, szybki i nieusłuchany. Reaguje na dźwięk trąbki.

### Dziadek Gofera
Dziadek, który w przeciwieństwie do swojego wnuka, woli marzyć niż działać. Rzadko mówi, jedynie „tak” i „nie”. Nosi kowbojski strój i kapelusz. Występuje w odcinku Wielkie marzenie i jest też wspominany w odcinku Dziadziusiowy tunel przez Gofera, który opowiada, że kiedyś przez przypadek przekopał się do wielkiego kanionu.

### Dziadek Eustachy
Dziadek Krzysia. W odcinku Tam dom twój, gdzie twój dom pojawia się tylko jego popiersie. Krzyś, bawiąc się z przyjaciółmi, nieumyślnie powoduje, że popiersie spada i tłucze się na kawałki. Nie udaje się go skleić, więc zostaje zakopane w ziemi.

### Nikt
Antagonista odcinka Tygrys bez języka. Wymyślona istota, która odpowiada za nieuzasadnione znikanie różnych rzeczy, w tym przypadku rysunku Prosiaczka, warzyw Królika i głosu Tygryska. W rzeczywistości nie było żadnego „Nikta”, a warzywa Królikowi kradły wrony pod ziemią.

### Praprawuj Długi John Krótki Ogon
Postać wymyślona przez Królika w odcinku Skarb piratów. Miał być jego krewnym i jedynym na świecie królikiem piratem. Na sam koniec odcinka pojawia się jego duch.

## Postacie z serialu Moi przyjaciele Tygrys i Kubuś

### Tośka
6-letnia, odważna, rudowłosa dziewczynka, tymczasowa mieszkanka Stumilowego Lasu podczas nieobecności Krzysia. Wraz z Tygryskiem i Puchatkiem pracuje jako Super-Detektyw. Ma psa Burka.

### Burek
Szczeniak i najmłodszy Super-Detektyw. Nie mówi, tylko szczeka. Ma najlepszy węch w całym Stumilowym Lesie. Jest psem Tosi.

### Bóbr
Zastępuje Gofera w całej serii. Mieszka w pobliżu mostu, gdzie buduje tamy i ścina drzewa. Często jest wspólnikiem Królika, jak np. w odcinku Skarb Burka, gdy to szukają razem skarbu. Uwielbia pracować. Jego motto to „Praca, praca, praca”.

### Jeżulka
Milutki, kolczasty urson ze Stumilowego Lasu. Uwielbia brukwie. Nosi różowe okulary. Często je gubi, a gdy nie ma ich na sobie jest kompletnie ślepa. Jest narzeczoną Żółwia.

### Żółw
Całkiem zielony żółw. Mówi i porusza się bardzo powoli. Trochę samolubny i bardzo samodzielny. Jest narzeczonym Jeżulki. Lubi grać w warcaby z Królikiem.

### Dzięcioł
Stuka w drzewa, przez co przeszkadza Królikowi spać. Bardzo ładnie śpiewa i potrafi naśladować różne głosy. Pracuje również jako listonosz, roznosząc listy.

### Szop
Jest wielkim czyściochem. Po raz pierwszy pojawia się w odcinku Kraina zgubionych rzeczy, gdzie zbiera wszystkie zgubione rzeczy, myśląc, że są to śmieci. Tygrys mówi na niego „kolega w masce”, czym go obraża. Często pomaga Super-Detektywom.